# Marcelino Oráa
Marcelino Oráa Lecumberri (Beriáin, Navarra, 28 de abril de 1788-24 de noviembre de 1851), fue un senador y militar español que tuvo gran relevancia durante la primera guerra carlista. Estuvo casado con Josefa de Erice que en 1856 solicitó la gracia de ser nombrada condesa de Chiva, vizcondesa de Oráa. Era llamado por sus soldados el «Abuelo» y por los carlistas «Lobo Cano».

## Biografía
Guerrillero en Navarra con Francisco Espoz y Mina, acabó la guerra siendo un gran conocedor del territorio vasco-navarro. Estuvo encargado de escoltar a los soldados franceses hechos prisioneros por el caudillo navarro hasta las playas guipuzcoanas donde eran entregados a la armada inglesa. De ésta recibía armas y municiones que a su vez transportaba a Navarra. Gran resonancia tuvo cuando consiguió llevar desde la playa de Deva en Guipúzcoa hasta Navarra un pesado cañón de batir que le entregó un buque británico, empleando para el transporte bueyes que lo arrastraban por los caminos de montaña durante la noche. 
Este hecho fue argumento para una novela de Cecil Scott Forester que fue llevada al cine, aunque los argumentos tanto de la novela como de la película no guardan relación alguna con el hecho realizado por Oráa.
Dado su buen conocimiento del territorio en el que operaba Zumalacárregui durante la primera guerra carlista, fue el jefe isabelino que con más éxito consiguió enfrentarse a la táctica guerrillera del jefe carlista.
Al morir Fernando VII en 1833 y encenderse la cruel guerra carlista entre los partidarios del hermano del rey fallecido, don Carlos, y los de la reina madre María Cristina, de nuevo volvió a ser escenario de cruentas luchas y avatares sin cuento. Morella fue conquistada por el ejército de Ramón Cabrera el 26 de enero de 1838, defendida victoriosamente ante el ataque de las cinco divisiones del general Marcelino Oráa en verano del mismo año, y convertida en la capital carlista del territorio controlado por Cabrera hasta 1840.
El 24 de julio de 1838, día del cumpleaños de la reina regente, un poderoso ejército compuesto de 23 batallones, 12 escuadrones, 25 piezas de artillería y algunas compañías de ingenieros, al mando del general Oráa, se ponía en marcha para establecer el cerco a Morella.
El 29 de julio quedaba establecido el cerco, en el que participaban más de 20 000 soldados, 2000 caballos y 18 piezas de artillería. Cabrera mandó enarbolar en su castillo la bandera negra, en cuyo centro se veía una calavera de paño blanco. Los sitiadores y los sitiados comprendieron el significado de esta señal terrible.
El día 18 de agosto, tras oír en Consejo la opinión de sus generales y jefes, el general Oráa, sin víveres y sin esperanzas de éxito, da la orden de emprender la retirada hacia Alcañiz, levantando el sitio y afrontando la humillación de no haber podido tomar la plaza tan bravamente defendida por un incontablemente inferior número de defensores carlistas. Los liberales dejaron en la intentona cerca de 2000 hombres entre muertos y heridos alrededor de las murallas de Morella. La prensa europea se hizo eco de la hazaña de Cabrera, cuyo nombre se rodeó de una aureola de leyenda y morbosa curiosidad.
El fracaso del sitio de Morella provocó una crisis ministerial en Madrid, de la que dan buena cuenta los diarios de sesiones de las Cortes de la época, y el gobierno decidió la sustitución del general Oráa por el mariscal de campo D. Antonio Van Halen al frente del ejército del Centro.